# شرکت برق
شرکت برق (انگلیسی: The Electric Company) یک سریال تلویزیونی آموزشی محصول آمریکا می‌باشد که توسط پال دولی ساخته شده‌است.